# Braamberg (Overijssel)
De Braamberg is een 76 meter (volgens de Rijksdriehoeksmeting) hoge heuvel in de Twentse gemeente Tubbergen in de Nederlandse provincie Overijssel, gelegen tussen de Tutenbergweg in het noorden en de Braambergweg in het zuiden. Het behoort met die hoogte tot de hoogste punten van de provincie Overijssel. De top van de Braamberg ligt even ten oosten van Vasse.
De Braamberg maakt deel uit van de stuwwal die zich uitstrekt van Ootmarsum tot Uelsen in Duitsland. Andere heuvels van deze stuwwal zijn de Galgenberg (68 m) en de Kuiperberg (71 m). Het hoogste punt is de net over de grens gelegen Poascheberg (Paasberg) (89 m), niet te verwarren met de Paasberg (80 m) op de stuwwal van Oldenzaal.
Het stuwwalcomplex van Ootmarsum en Uelsen is ontstaan tijdens het Saalien. Het landijs heeft hier de toen bevroren ondergrond, bestaande uit Tertiaire mariene sedimenten en Pleistocene afzettingen, zijdelings weggedrukt en als grote schubben dakpansgewijs op elkaar gestapeld. De Pleistocene afzettingen zijn voor een groot deel door erosie verdwenen, waardoor het Tertiaire materiaal tegenwoordig aan of nabij het oppervlak voorkomt. De stuwwal is in het landschap herkenbaar als hoge en lagere heuvelcomplexen en worden versneden door enkele goed ontwikkelde dalen. Het complex is gaaf van vorm en zeer representatief voor het glaciale landschap in Nederland en daarmee geologisch en geomorfologisch van grote waarde is.